# Wolfstrapp
Wolfstrapp (Lycopus) ist eine Pflanzengattung aus der Familie der Lippenblütengewächse (Lamiaceae).

## Beschreibung

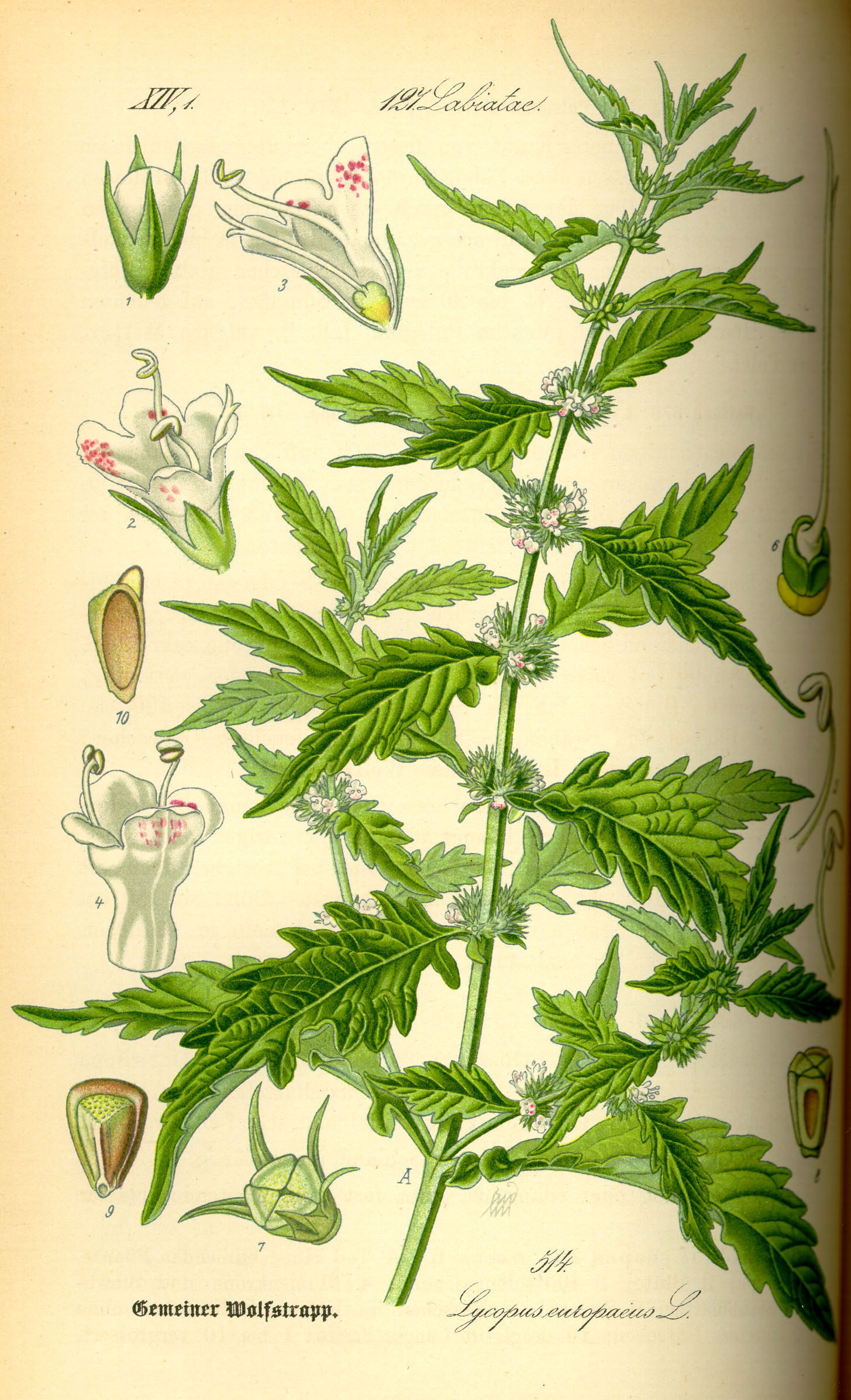
Illustration des Ufer-Wolfstrapp (Lycopus europaeus) mit gezähnten Laubblättern.

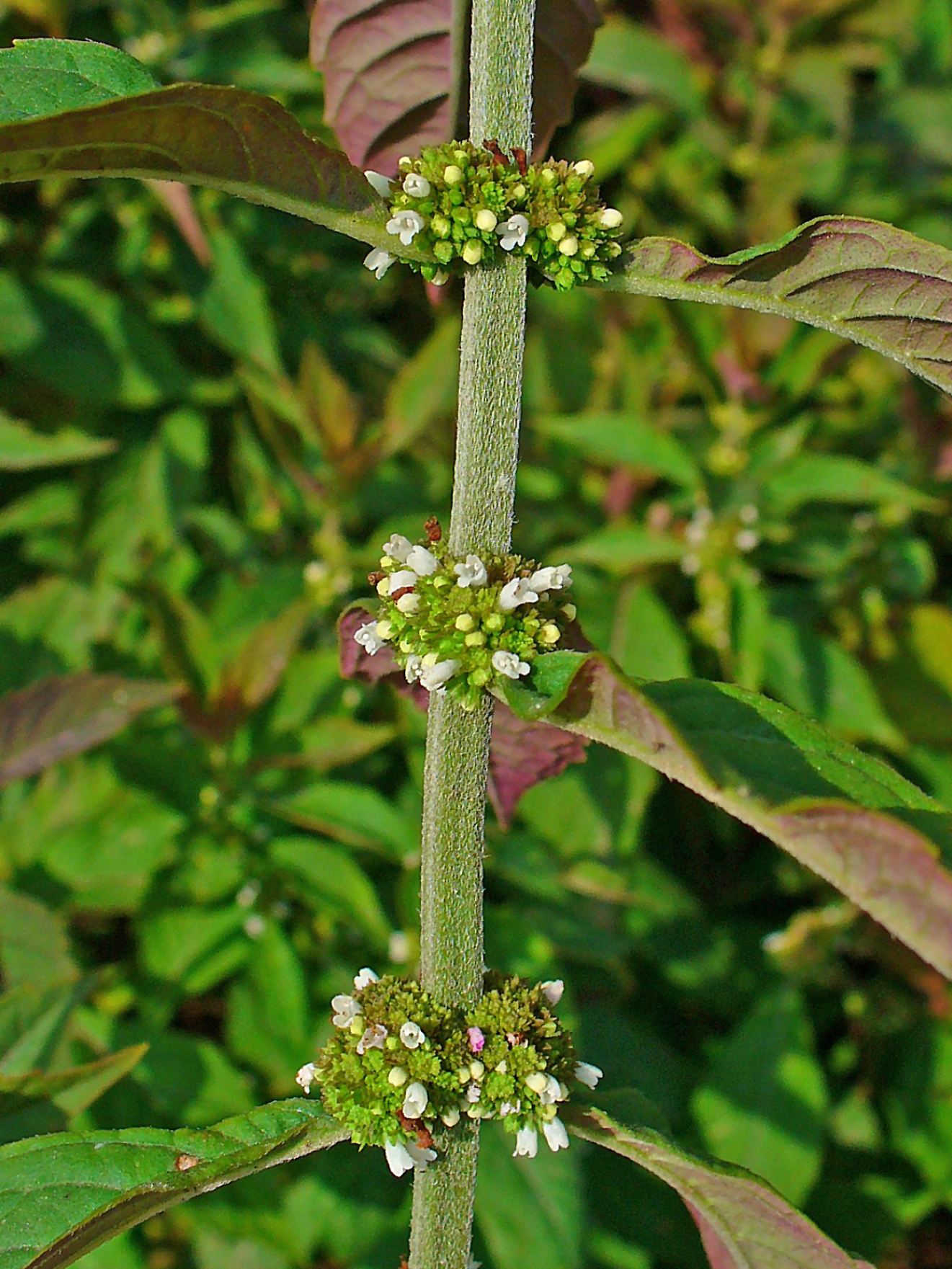
Die Blüten stehen in Scheinquirlen, hier bei Lycopus virginicus

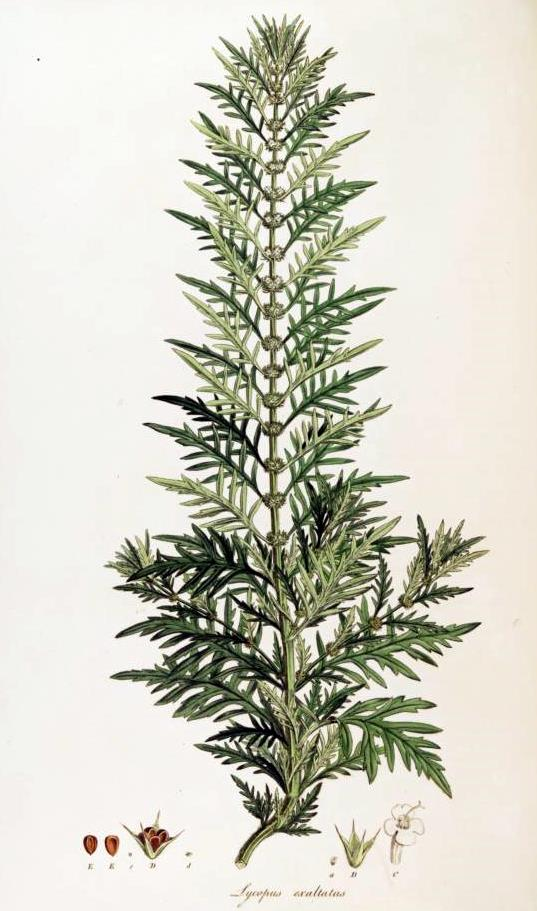
Illustration des Hohen Wolfstrapp (Lycopus exaltatus) mit fiederspaltigen Laubblättern

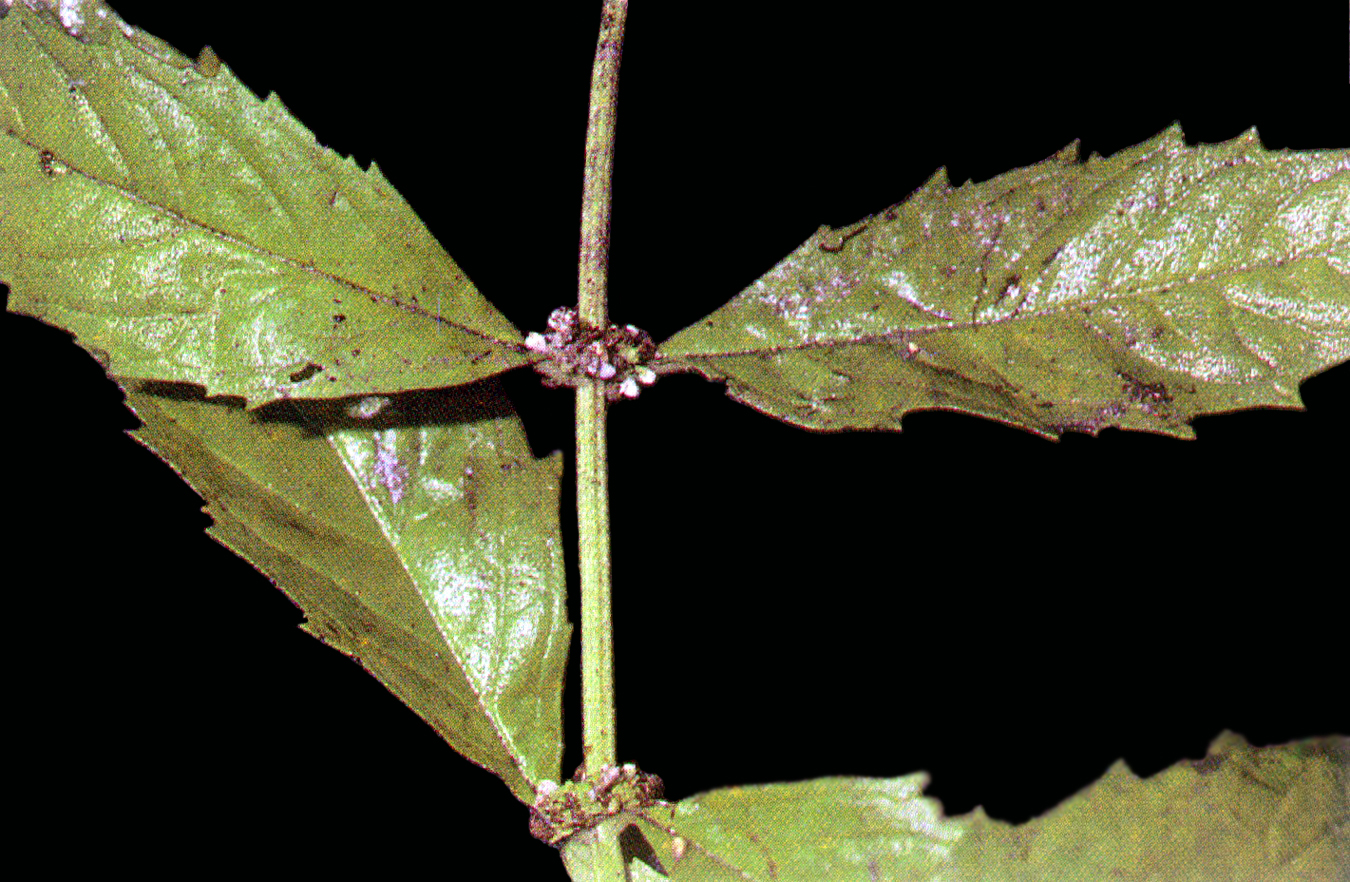
Scheinquirle in den Blattachseln bei Lycopus uniflorus

### Erscheinungsbild und Blätter
Lycopus-Arten wachsen als ausdauernde krautige Pflanzen. Sie bilden lange Rhizome.
Die gegenständig angeordneten Laubblätter sind kurz gestielt oder sitzend. Die Blattspreiten sind einfach und gezähnt oder fiederspaltig.

### Blütenstände und Blüten
Viele Blüten stehen in sitzenden Scheinquirlen zusammen. Die Tragblätter sind laubblattähnlich und werden einfacher und kleiner je weiter oben sie am Stängel stehen. Die ungestielten Blüten stehen über winzigen Deckblättern, wobei die äußeren mindestens gleich lang wie die Kelchblätter sind.
Die zwittrigen Blüten sind zygomorph und fünfzählig mit doppelter Blütenhülle. Die innen kahlen Kelchblätter sind glockenförmig verwachsen und enden in vier oder fünf Kelchzähnen, die alle gleich sind oder einer davon ist länger. Der Kelch ist mehr oder weniger radiärsymmetrisch. Die fünf Kronblätter sind glockenförmig verwachsen mit zottig behaartem Schlund. Die zygomorphe Blütenkrone ist zweilippig. Die Oberlippe ist ganzrandig oder ausgerandet. Die Unterlippe ist dreilappig, dabei ist der mittlere Kronlappen länger als die beiden seitlichen. Von den vier Staubblättern sind nur beiden oberen fertil, gerade und ragen aus der Blütenkrone etwas heraus. Die beiden unteren Staubblätter sind rudimentäre und kurze oder fadenförmige, unfruchtbare Staminodien mit keulenförmigem oder kopfigem oberen Ende. Die Staubfäden sind kahl und die Staubbeutel bestehen aus zwei anfangs parallelen Theken, die später auseinanderweichen. Zwei Fruchtblätter sind zu einem oberständigen Fruchtknoten verwachsen; er ist durch falsche Scheidewände in vier Kammern gegliedert. Der Griffel überragt die Blütenkrone und endet in zwei Narbenlappen, die abgeflacht sind sowie spitz enden; sie sind gleich oder der untere ist kleiner.

### Früchte
Die vierteiligen Klausenfrüchte zerfallen in vier einsamigen Teilfrüchte. Die einzelnen Klausen sind braun, abgeflacht, auf der Oberseite mehr oder weniger gerippt und kahl oder auf der Oberseite drüsig; ihre Basis ist keilförmig, das obere Ende gestutzt und der Rand verdickt.

## Systematik und Verbreitung

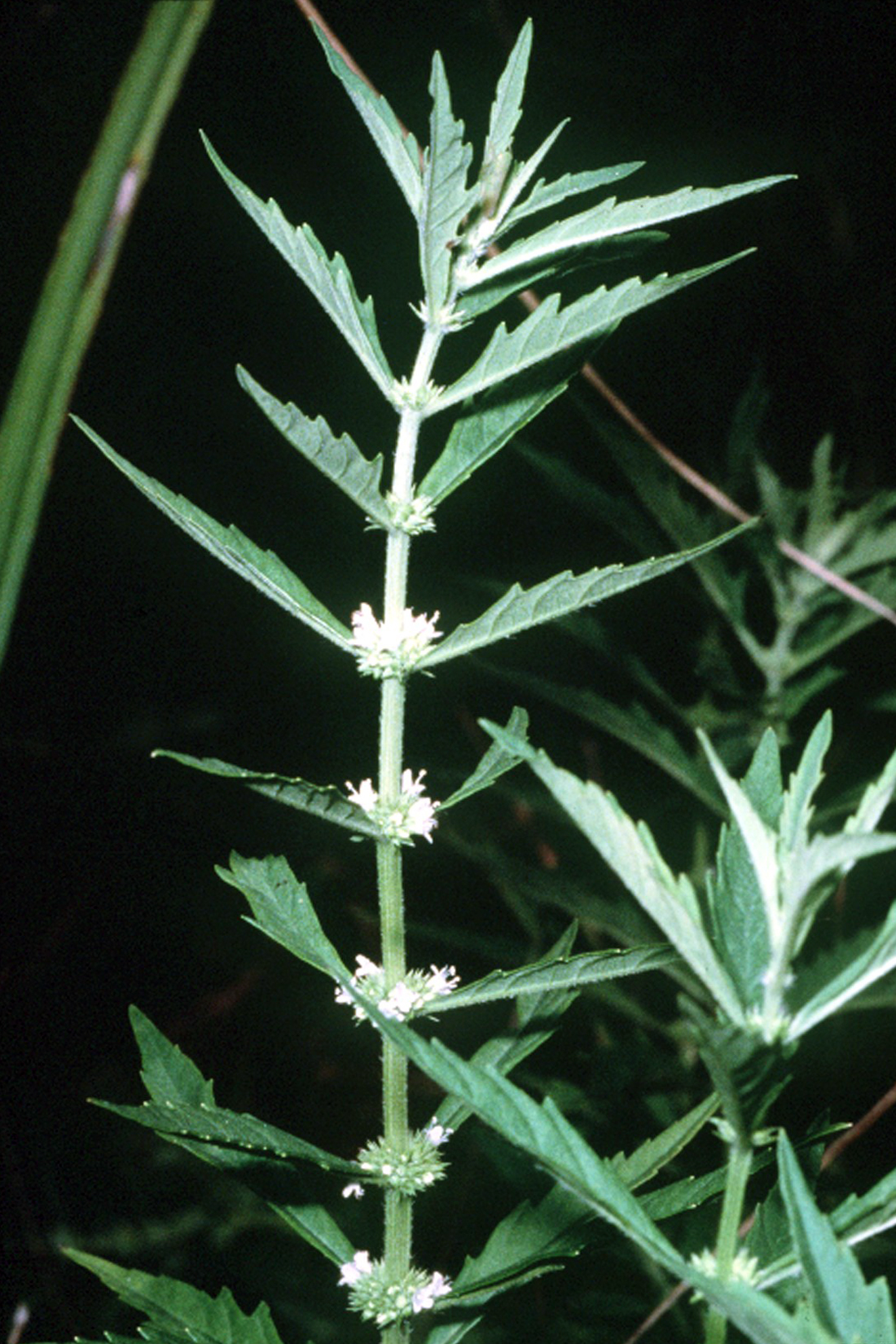
Lycopus americanus

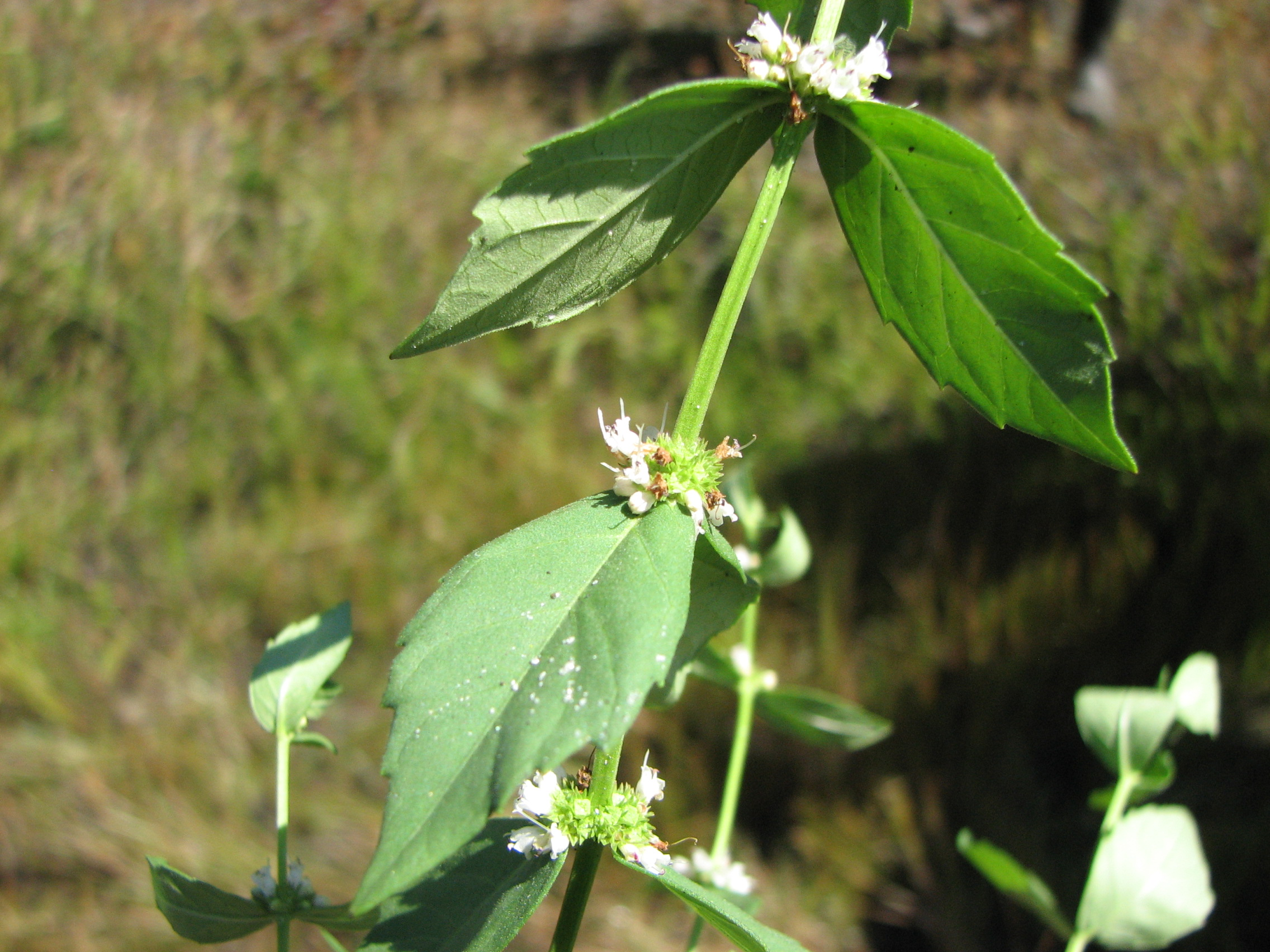
Lycopus amplectens

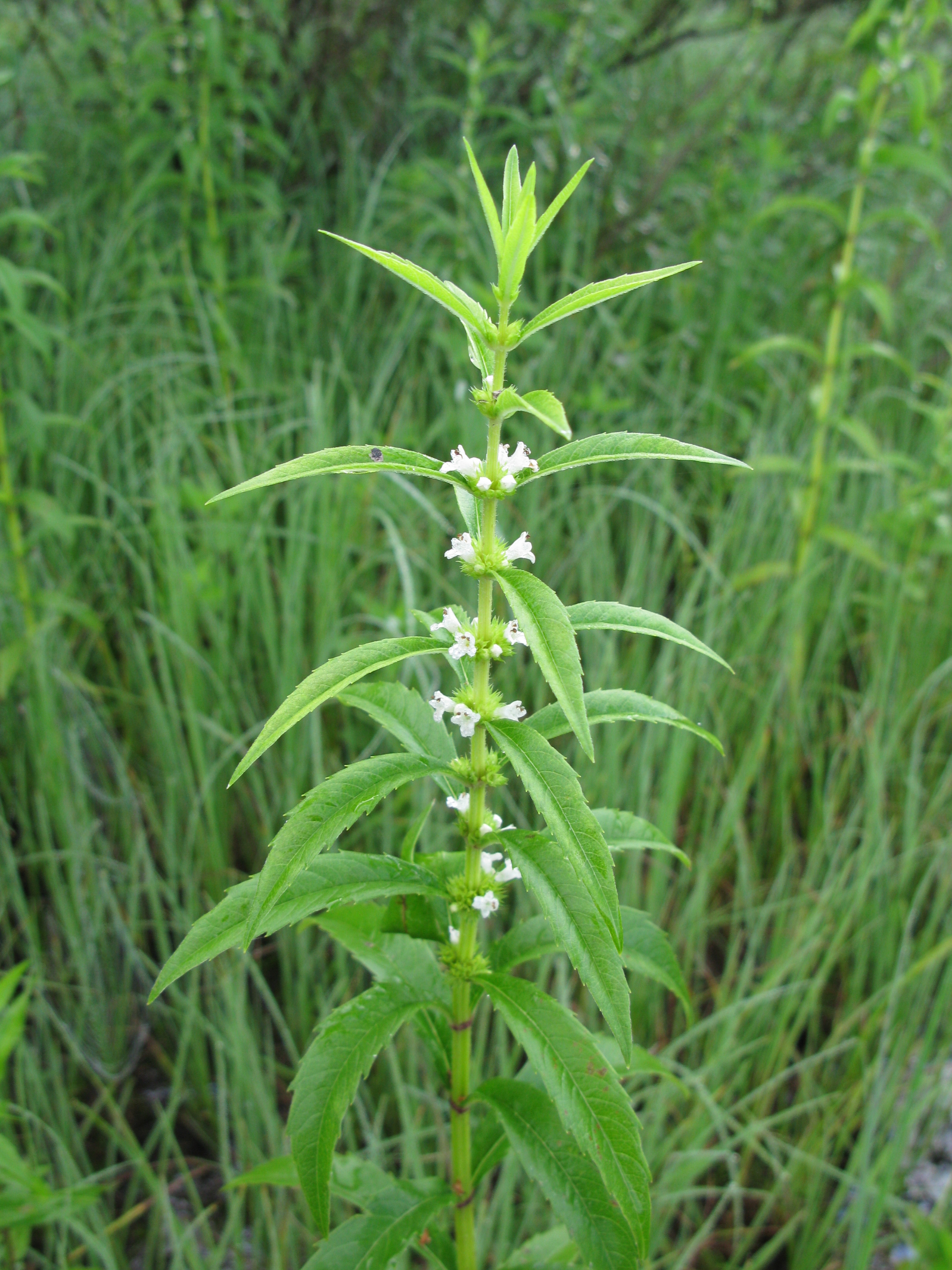
Habitus, gegenständige, einfache Laubblätter und Scheinquirle mit Blüten von Lycopus lucidus im Habitat

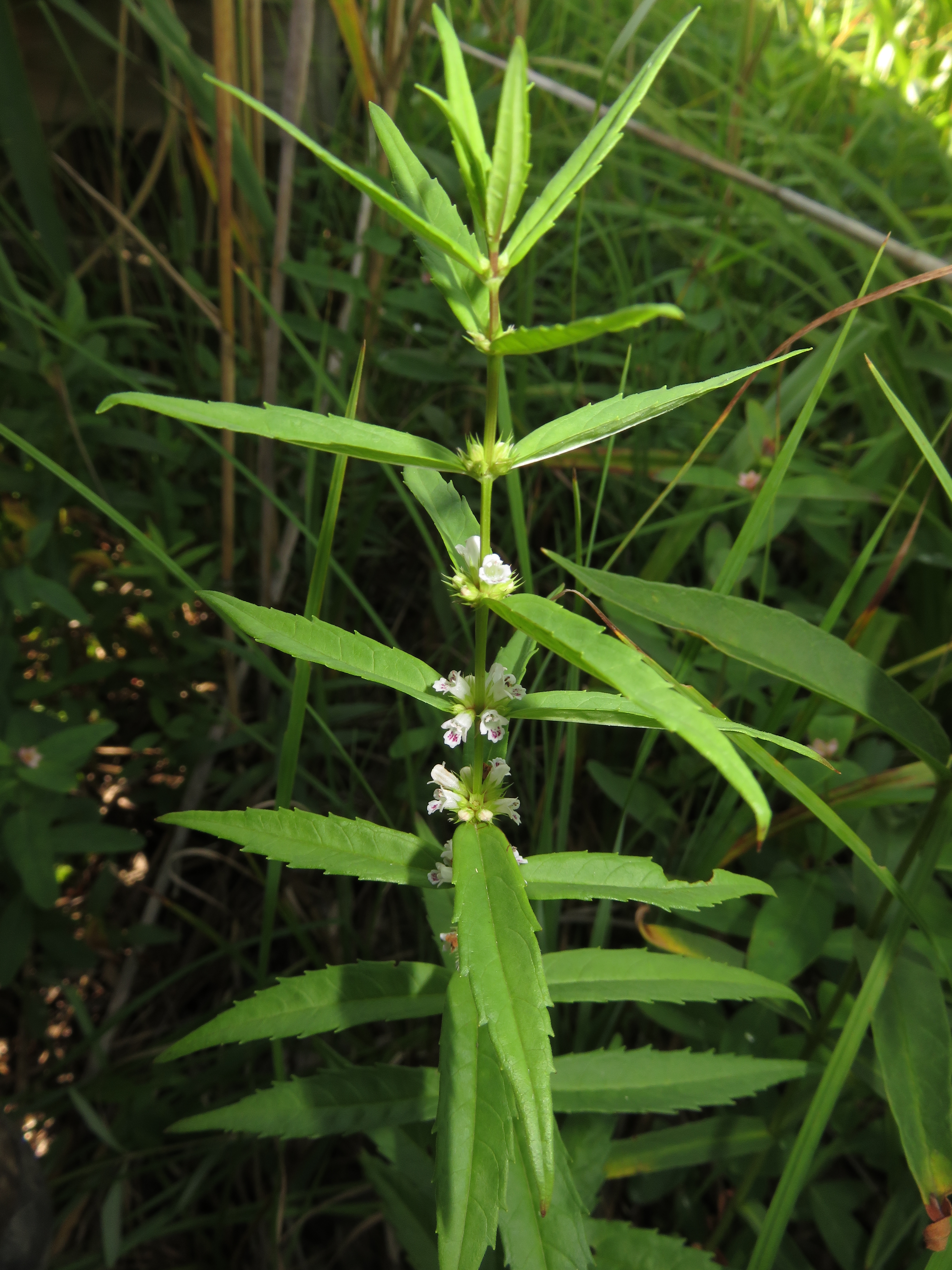
Habitus, gegenständige, einfache Laubblätter und Scheinquirle mit Blüten von Lycopus lucidus var. maackianus

Die Gattung Lycopus wurde 1753 durch Carl von Linné in Species Plantarum, 1, S. 21 aufgestellt. Als Lectotypusart wurde 1913 Lycopus europaeus L. durch N. L. Britton und A. Brown in Ill. Fl. N.U.S., 2. Auflage, 3, S. 146 festgelegt. Synonyme für Lycopus L. sind: Phytosalpinx Lunell nom. superfl., Euhemus Raf.
Die Gattung Lycopus gehört zur Untertribus Nepetinae aus der Tribus Mentheae in der Unterfamilie Nepetoideae innerhalb der Familie Lamiaceae.
Die Bezeichnung Lycopus leitet sich aus dem Griechischen ab, von λυκος = Wolf und πους = Fuß, und ist auf die Form der Blätter zurückzuführen, die dem Abdruck einer Wolfspfote ähneln sollen.
Lycopus-Arten sind in ganz Europa, Teilen des westlichen Asiens und den temperierten Gebieten des östlichen Nordamerikas zu finden. In Mitteleuropa kommen nur die zwei Arten Hoher Wolfstrapp (Lycopus exaltatus) und Ufer-Wolfstrapp (Lycopus europaeus) vor. In China gibt es vier Arten mit drei Varietäten.
Zur Gattung Wolfstrapp (Lycopus) gehören 10 bis 20 Arten:
- Lycopus americanus Muhl. ex W.Bart. (Syn.: Lycopus europaeus Walter sensu auct., Lycopus exaltatus Elliott sensu auct., Lycopus bracteatus Muhl. ex Link, Lycopus heterophyllus Raf., Lycopus integrifolius Raf., Lycopus lacerus Greene, Lycopus longifolius Raf., Lycopus pauciflorus Raf., Lycopus pensylvanicus Muhl. ex Raf., Lycopus pinnatifidus Raf., Lycopus praealtus Nutt. ex Benth., Lycopus sinuatus Elliott, Lycopus vulgaris Nutt., Lycopus europaeus var. integrifolius A.Gray, Lycopus europaeus var. sinuatus (Elliott) A.Gray, Lycopus lucidus var. obtusifolius MacMill.): Sie ist in Kanada und in USA verbreitet.[8][9]
- Lycopus amplectens Raf. (Syn.: Lycopus europaeus var. sessilifolius A.Gray, Lycopus sessilifolius (A.Gray) A.Gray, Lycopus pubens Britton ex Small, Lycopus amplectens var. pubens (Britton ex Small) Fernald): Sie kommt in den nördlichen-zentralen und östlichen USA vor.[8]
- Lycopus angustifolius Elliott: Sie kommt in den östlichen-zentralen und südöstlichen USA vor.[8]
- Lycopus asper Greenewestern: Sie ist im westlichen Nordamerika vom westlichen Kanada bis zu den westlichen USA (Kalifornien bis Great Plains) verbreitet.[9]
- Lycopus australis R.Br.: Die Heimat ist das südliche und östliche Australien.[8]
- Lycopus cavaleriei H.Lév.: Sie ist in Japan, Korea und in den chinesischen Provinzen Anhui, Guizhou, Jiangxi, Jilin, Sichuan, Yunnan sowie Zhejiang verbreitet.[2]
- Lycopus charkeviczii Prob.: Sie kommt in Russlands Fernen Osten und in Korea vor.[8]
- Lycopus cokeri H.E.Ahles ex Sorrie: Sie kommt nur in North Carolina und im nordöstlichen South Carolina vor.[8]
- Ufer-Wolfstrapp (Lycopus europaeus L., Syn.: Lycopus alboroseus Gilib., Lycopus albus Mazziari, Lycopus aquaticus Moench, Lycopus decrescens K.Koch, Lycopus laciniatus Marz.-Penc. ex Pollini, Lycopus menthifolius Mabille, Lycopus mollis A.Kern., Lycopus niger Gueldenst., Lycopus palustris Burm. f., Lycopus riparius Salisb. nom. superfl., Lycopus solanifolius Lojac., Lycopus souliei Sennen, Lycopus vulgaris Pers.): Es werden keine Subtaxa akzeptiert. Sie ist von den Azoren über Europa und Zentralasien bis China verbreitet.[8]
- Hoher Wolfstrapp (Lycopus exaltatus L. f., Syn.: Lycopus italicus L. ex B.D.Jacks., Lycopus laciniatus Rouy nom. illeg., Lycopus pinnatifidus Pall. nom. nud.): Sie ist von Europa über Zentralasien bis ins nordwestliche China verbreitet.[8]
- Lycopus hirtellus Kom.: Sie kommt in Russlands Fernen Osten vor.[8]
- Lycopus ×intermedius Hausskn. (Syn.: Lycopus ×intercedens Rech. = Lycopus europaeus × Lycopus exaltatus)
- Lycopus kurilensis Prob.: Sie kommt nur auf den Kurilen vor.[8]
- Lycopus laurentianus Roll.-Germ.: Sie kommt nur in östlichen kanadischen Provinz Québec vor.[8]
- Lycopus lucidus Turcz. ex Benth.: Es gibt drei Varietäten:[8]
  - Lycopus lucidus var. hirtus (Regel) Makino & Nemoto (Syn.: Lycopus lucidus var. formosanus Hayata, Lycopus formosanus (Hayata) Sasaki): Sie ist von China (Anhui, Fujian, Gansu, Guangdong, Guangxi, Guizhou, Hebei, Heilongjiang, Hubei, Hunan, Jiangsu, Jiangxi, Jilin, Liaoning, Nei Mongol, Shaanxi, Shandong, Shanxi, Sichuan, Yunnan, Zhejiang), Taiwan bis ins gemäßigte Ostasien (Oblast Amur, Region Primorje) und Thailand, Korea sowie Japan verbreitet. Sie ist in Italien ein Neophyt.[8][2]
  - Lycopus lucidus Turcz. ex Benth. var. lucidus: Sie ist von Sibirien über China (Guizhou, Hebei, Heilongjiang, Jilin, Liaoning, Shanxi, Sichuan, Yunnan) bis ins gemäßigte Ostasien und Thailand, Korea sowie Japan verbreitet.[8][2]
  - Lycopus lucidus var. maackianus Maxim. ex Herder (Syn.: Lycopus angustus Makino, Lycopus maackianus (Maxim. ex Herder) Makino): Sie kommt nur in der chinesischen Provinz Heilongjiang[2] und vielleicht in Korea vor.[8]
- Lycopus rubellus Moench: Sie kommt von den zentralen bis östlichen USA und Colorado vor.[8]
- Lycopus ×sherardii Steele (= Lycopus uniflorus × Lycopus virginicus)
- Lycopus sichotensis Prob.: Sie kommt nur in Russlands Fernen Osten vor.[8]
- Lycopus uniflorus Michx. (Syn.: Lycopus pumilus Vahl, Lycopus virginicus var. parviflorus Benth., Lycopus parviflorus (Benth.) Maxim., Lycopus communis E.P.Bicknell, Lycopus membranaceus E.P.Bicknell, Lycopus coreanus H.Lév., Lycopus uniflorus var. macrophyllus Farw., Lycopus uniflorus var. membranacea Farw., Lycopus uniflorus var. ovatus Fernald & H.St.John, Lycopus uniflorus var. parviflorus (Benth.) Kitag.): Sie ist in Kanada, in den USA, in Russlands Fernem Osten und in China (Heilongjiang, Jilin) verbreitet.[8]
- Lycopus virginicus L. (Syn.: Lycopus virginicus var. quercifolius Pursh, Lycopus macrophyllus Benth., Lycopus virginicus var. pauciflorus Benth., Euhemus officinalis Raf., Euhemus sylvaticus Raf., Lycopus virginicus var. macrophyllus (Benth.) A.Gray): Sie ist in den zentralen bis östlichen USA verbreitet.[8]

## Ergänzende Literatur
- Die Gattung Lycopus in den Kew Bibliographic Databases. (englisch)